# Protomiltogramma cincta
Protomiltogramma cincta är en tvåvingeart som beskrevs av Townsend 1916. Protomiltogramma cincta ingår i släktet Protomiltogramma och familjen köttflugor. Inga underarter finns listade i Catalogue of Life.